# Quai Gloesener
Le quai Gloesener est une artère de la ville de Liège, sur la rive droite de la Meuse, dans le quartier des Vennes et le sous-quartier de Fétinne.

## Situation
Ce quai se situe sur la rive droite de la Meuse entre le canal de l'Ourthe (écluse du Rivage-en-Pot) et le confluent de l'Ourthe et de la Meuse. Une partie du quai donne accès au carrefour situé entre les ponts de Fragnée et de Fétinne tandis que l'autre partie est prolongée par le pont Gramme franchissant l'Ourthe en direction du quai Mativa longeant la Dérivation.
La nationale 90 emprunte le quai.

## Odonymie
Le quai rend hommage depuis 1905 à Michel Gloesener, physicien et professeur à l’Université de Liège, né le 4 mars 1794 à Haut-Charage au Grand-Duché de Luxembourg et décédé le 11 juillet 1876  à Liège. En outre, il publie en 1861 un traité général des applications de l'électricité,.

## Architecture et urbanisme
Le quai ne possède que cinq immeubles à appartements et une école. Les immeubles sis aux nos 1, 2 et 3 ont été réalisés dans le style moderniste. Celui situé au no 5 relève du style Art déco et a été érigé dans les années 1930 d'après les plans de l'architecte Louis Rahier. 

## Activités
Le Campus Gloesener de la Haute école de la province de Liège (HEPL) est situé au no 6.

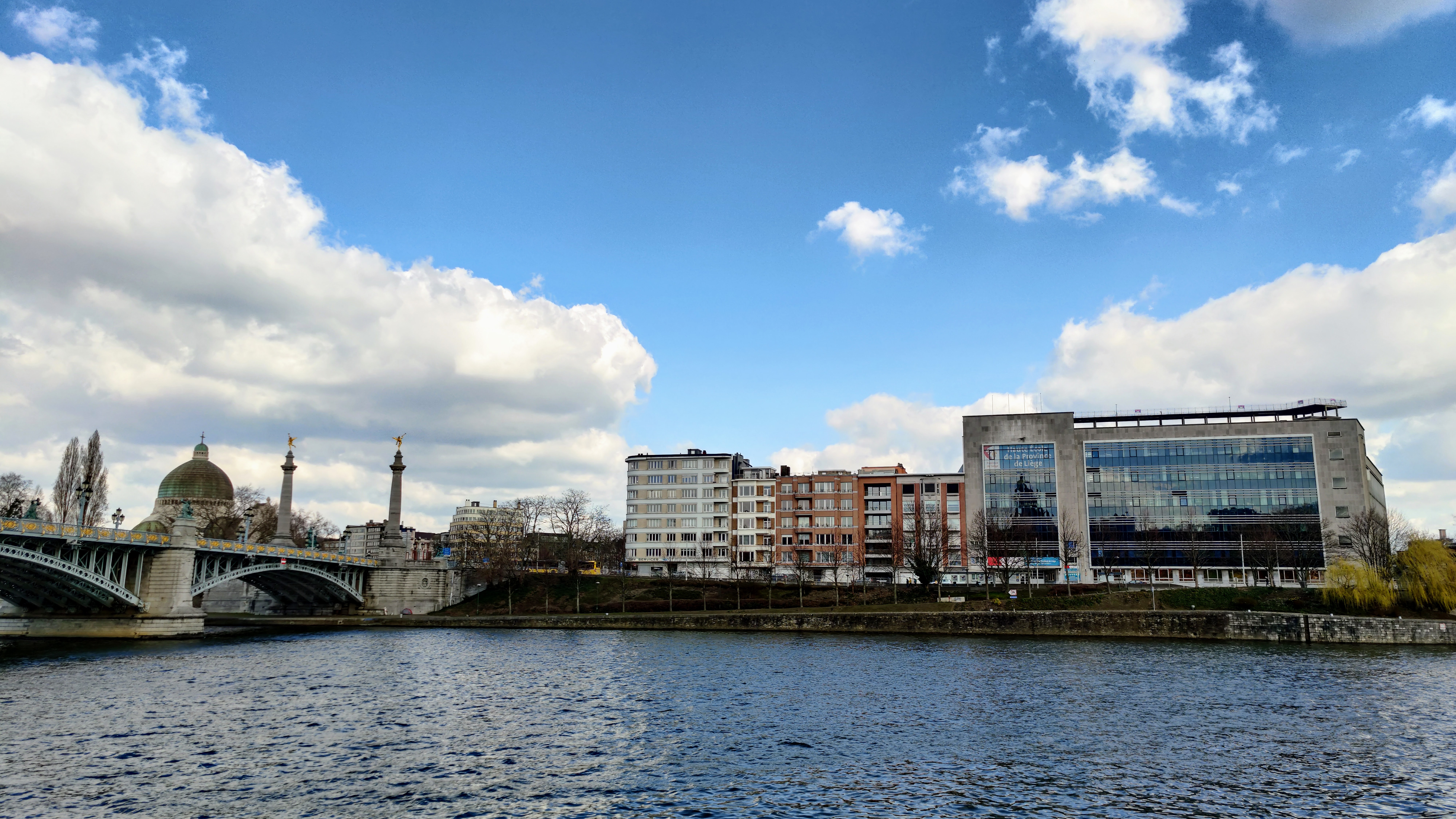
Le Campus Gloesener depuis la rive opposée

## Transports
Un embarcadère situé à l'extrémité du quai côté pont de Fragnée, la station Fragnée, permet d'emprunter la navette fluviale.

## Rues adjacentes
- Quai Joseph Wauters
- Rue Garde-Dieu
- Square Gramme
- Pont de Fragnée
- Pont de Fétinne
- Quai du Condroz
- Quai Mativa (par le pont Gramme)